# Idora Hegel
Idora Hegel (Zagreb, 3. travnja 1983.), hrvatska klizačica na ledu.

## Poveznice
- Hrvatska na ZOI 2002.
- Hrvatska na ZOI 2006.

## Vanjske poveznice
- Biografija na osobnoj stranici  Arhivirana inačica izvorne stranice od 24. listopada 2007. (Wayback Machine)